# Lygosoma corpulentum
Lygosoma corpulentum là một loài thằn lằn trong họ Scincidae. Loài này được Smith mô tả khoa học đầu tiên năm 1921.